# قهرمان (داستان)

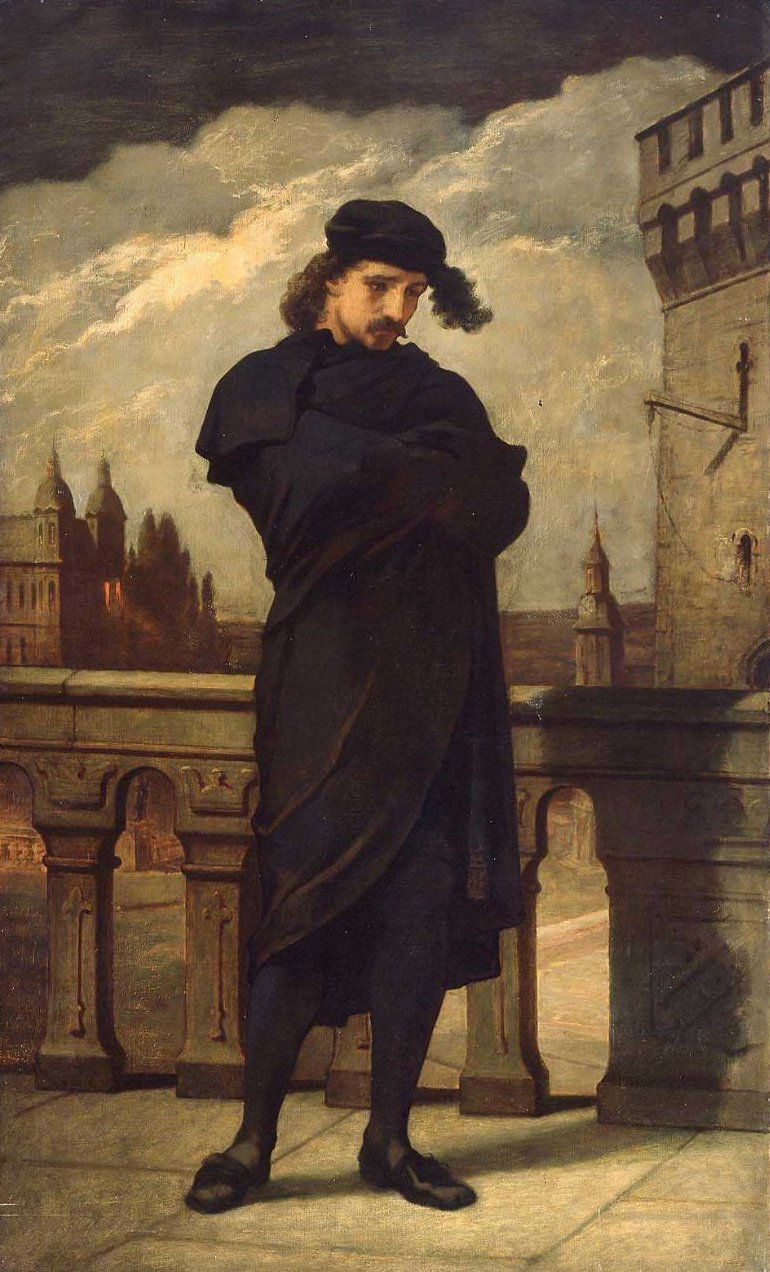
در کتاب هملت اثر ویلیام شکسپیر، هملت قهرمان اصلی داستان است.

قهرمان، قهرمان اصلی یا پروتاگونیست (به یونانی: πρωταγωνιστής) شخصیت اصلی نمایش در آثار کلاسیک یونان است که همراه با شخصیت مقابل یا آنتاگونیست (Antagonist) (هماورد) در بطن درگیری و کشمکش قرار میگیرد. پروتاگونیست در یونان باستان به سخنگوی اصلی در مجادله یا مباحثه گفته می‌شد.
پروتاگونیست به معنی قهرمان، شخصیت برجسته، شخصیت اصلی، شخصیت مرکزی، شخصیت محوری، رهبر، سخنگو در نمایش و داستان آمده‌است. در تراژدی که مضمون بسیاری از نمایشنامه‌هاست، یک یا دو شخصیت از جهت بزرگی روح، زایش، غرور، عشق و شجاعت تفاوتی آشکار با دیگر افراد نمایش دارند. نگاه آن‌ها به زندگی و عشق با دیگران تفاوت دارد. آن‌ها با مصلحت و بده‌بستان‌های عشق مبتذل فاصله گرفته‌اند و خود را از پیرایه‌های زندگی روزمره رهانیده‌اند و همیشه بر اثر خشم، کینه و حسادت دیگران به آن‌ها و ناسازگاری‌شان با حقارت به خاک افتاده‌اند. سهراب، هملت، سیاوش، رومئو و بسیار دیگر از قهرمانان نمایشنامه‌های بزرگ از آن شمارند. قهرمان این‌گونه از نمایش که برگرفته از زندگی، عشق و مرگ مردم است، قهرمان اصلی نامیده می‌شود.

## تفاوت بین ضدقهرمان و هماورد (آنتاگونیست)
اگرچه ممکن است این دو شبیه به هم به نظر برسند، اما تعریف ضدقهرمان با تعریف آنتاگونیست بسیار متفاوت است. آنتاگونیست همیشه شخصیتی است که اهداف متضاد با قهرمان اصلی دارد. حتی اگر آنتاگونیست به خودی خود شخصیت بدی نداشته باشد، او موانعی را بر سر راه قهرمان قرار می دهد که باید بر آن غلبه کند. آنتاگونیست، در حقیقت ممکن است شخصیتی قهرمانانه مانند یک افسر پلیس باشد که با اقدامات قهرمان اصلی داستان در تضاد است. از طرف دیگر یک ضدقهرمان همیشه قهرمان داستان است. حتی اگر مخاطب با اقدامات او موافق نباشد، مخاطبان انگیزه های ضدقهرمان را درک می کنند و با این شخصیت احساس همدردی دارند.

## نمونه هایی از معروف ترین ضد قهرمانان
- شخصیت تایلر داردن در فیلم "باشگاه مبارزه" (Fight Club) که توسط چاک پالانیک نقش آفرینی شده است.
- شخصیت دان دریپر در سریال "مردان مَد " (Mad Men) که توسط جان هام نقش آفرینی شده است.
- شخصیت ادوارد روچستر از کتاب "جین ایر" اثر شارلوت برونته